# Ogung

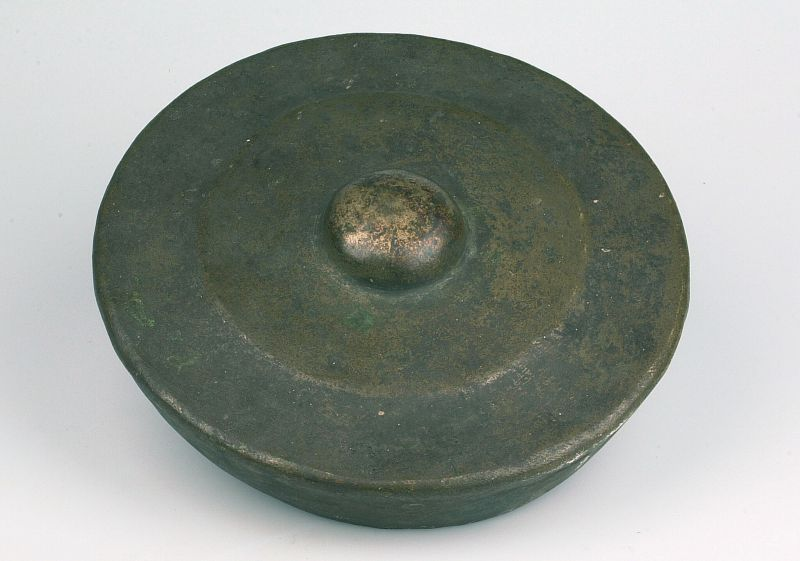
Ogung doal, „kleiner Gong“ der Toba-Batak. Tropenmuseum, Amsterdam, vor 1921.

Ogung (Bataksprachen, „Gong“) ist ein einzelner Buckelgong oder ein Set aus unterschiedlich großen, senkrecht an einem Gestell hängenden Buckelgongs bei den Batak im Norden der indonesischen Insel Sumatra, vor allem bei den Batak-Untergruppen Toba, Pakpak und Mandailing. Bei den Toba erzeugen fünf Musiker mit vier Gongs und einem Aufschlagidiophon (hesek-hesek) eine ostinate Rhythmusstruktur zur Begleitung der als Melodieinstrumente eingesetzten Trommeln und des Doppelrohrblattinstruments sarune. Früher galten die ogung ausschließlich als sakrale Musikinstrumente, die bei Ritualen der altindonesischen Batak-Religion und nach den traditionellen Regeln der Gesellschaft gespielt wurden, seit der Mitte des 20. Jahrhunderts werden ogung auch zur Begleitung christlicher Lieder in Gottesdiensten und in der Popmusik verwendet.

## Herkunft und Verbreitung

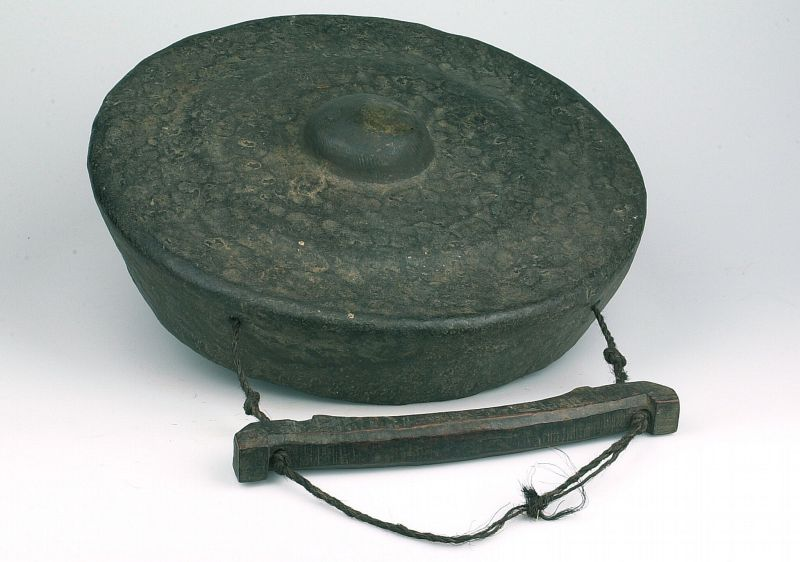
Ogung oloan, „großer Gong“ der Toba-Batak, mit Haltegriff. Tropenmuseum, Amsterdam, vor 1921

Einer chinesischen Quelle aus dem 8. Jahrhundert zufolge waren Gongs seit Anfang des 6. Jahrhunderts in China in Gebrauch; ein älterer archäologischer Fund eines Flachgongs (chinesisch luo) wird an den Beginn der Han-Zeit (um 200 v. Chr.) datiert. Von China aus gelangten Gongs nach Südostasien. Der für die Verwendung als Melodieinstrument ausschließlich geeignete Typus der Buckelgongs ist vermutlich seit dem 9./10. Jahrhundert von Myanmar über Thailand bis auf die Malaiischen Inseln verbreitet. Am bekanntesten ist der Einsatz von Buckelgongs in den verschiedenen, gamelan genannten Ensembles in Indonesien, in denen einzelne Gongs, Gongkreise, Metallophone, Trommeln (kendang), Flöten (suling), Streichinstrumente (rebab) und Gesangsstimmen mitwirken. Frühe Formen der meisten javanischen und balinesischen Gamelaninstrumente waren – archäologischen, ikonographischen und literarischen Quellen zufolge – bereits gegen Ende des 1. Jahrtausends oder Anfang des 2. Jahrtausend vorhanden. In der in dieser Zeit aus dem Sanskrit übertragenen altjavanischen Fassung des indischen Epos Ramayana kommt das Wort gong zusammen mit anderen Bezeichnungen aus dem Bereich Musik vor.
Der Name ogung in den Bataksprachen ist vom javanischen und indonesischen Wort gong abgeleitet. Gong ist die auf ganz Sumatra gängige Bezeichnung für ein bronzenes Aufschlagidiophon, die Aussprache wird lediglich in manchen Regionen abgewandelt: bei den Batak zu ogung, gung oder aguan, bei den Minangkabau zu agung, aguang oder agong und in Aceh an der Nordspitze zu gung. Vergleichbar geht der im malaysischen Teil der Insel Borneo gespielte Buckelgong bandai namentlich auf das altjavanische Wort bendé zurück. Der übergeordnete musikalische Begriff, der bei den Toba-Batak gondang und bei den Karo-Batak gendang lautet, bedeutet „Trommel“ (wie indonesisch kendang), das Ensemble mit Trommeln und Gongs sowie die von diesem Ensemble gespielten Kompositionen. Gondang bzw. gendang entspricht als Gattungsbezeichnung für ein Instrumentalensemble dem javanischen gamelan, einem in unterschiedlichen Besetzungen verbreiteten, höfischen Ensembletyp.
Vor Jahrhunderten war Brunei zum bedeutendsten Herstellungszentrum für Gongs im Malaiischen Archipel geworden, bevor sich Zentraljava als Zentrum der industriellen Gongherstellung etablierte. Von dort werden Buckelgongs auf die übrigen Inseln ausgeliefert, wo sie neben ihrer musikalischen Verwendung in traditionellen Gesellschaften häufig auch als verehrte, von den Ahnen überlieferte Ritualgegenstände (pusaka) und als zeremonielle Tauschobjekte dienen. Im Gebiet der Batak wurden und werden keine Gongs hergestellt. Die vorhandenen Gongs befinden sich nach Angaben ihrer Besitzer seit langem im Familieneigentum. Dass die Gongs von weit herkommen müssen, bestätigt ein Batak-Sprichwort: dao sitompa ogung, daoan ma ho, wörtlich: „Weit ist der Erschaffer der ogung, weit bist du“, gemeint: „...so weit seist du von uns.“ Im Deutschen sagt man entsprechend: „Gehe dorthin, wo der Pfeffer wächst.“

## Bauform und  Spielweise
Die vermutlich vor der Zeitenwende in ihren Siedlungsraum um den Tobasee in Nordsumatra eingewanderten Batak gliedern sich in die sechs Gruppen Toba, Karo, Simalungun, Pakpak, Angkola und Mandailing, die neben grundlegenden kulturellen Gemeinsamkeiten eine jeweils eigene traditionelle Musik entwickelt haben. Die großen, im Freien gespielten Instrumentalensembles gondang bei den Toba, gendang bei den Karo, gonrang bei den Simalungun, genderang oder gendang bei den Pakpak und gordang oder gondang boru bei den Angkola und Mandailing unterscheiden sich nach der Anzahl, Form und Größe der Trommeln, Gongs und des eine Melodielinie produzierenden Doppelrohrblattinstruments serune (bei den Toba) oder sarunai (bei den Karo, eine mit der arabisch/persischen surnai namensverwandte Kegeloboe). Gemäß ihrer Funktion und ihrem Instrumentarium werden diese Ensembles durch einen Namenszusatz unterschieden.

### Toba

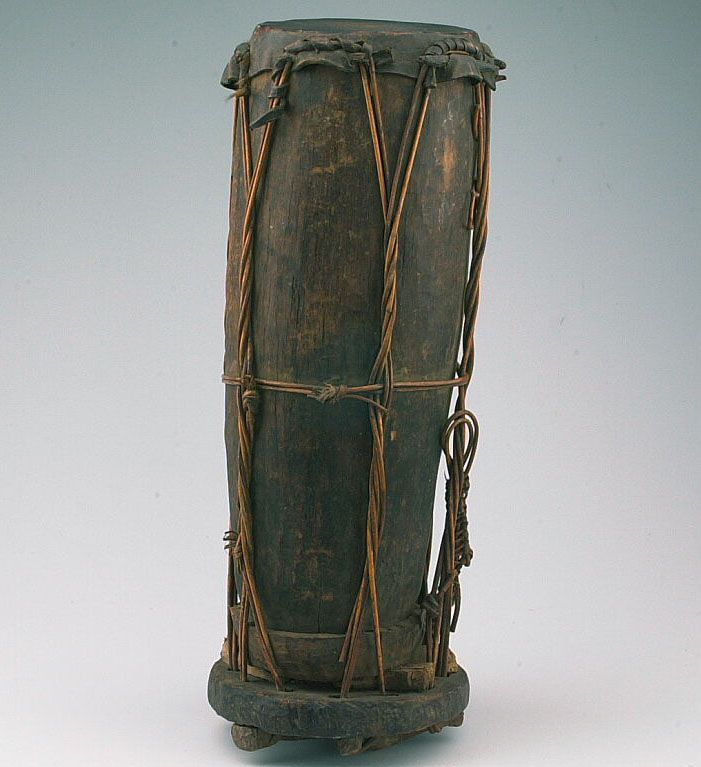
Eine der fünf einfelligen Röhrentrommeln taganing im Ensemble gondang sabangunan. Tropenmuseum, Amsterdam, vor 1921.

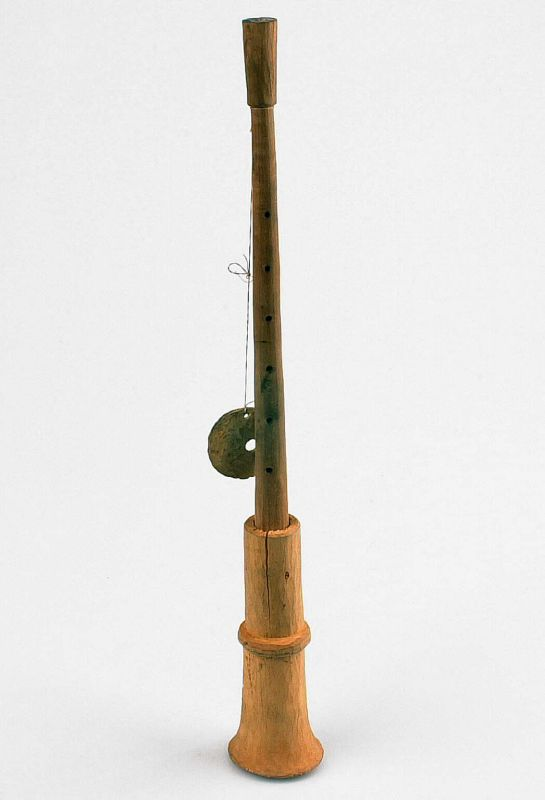
Doppelrohrblattinstrument sarune der Toba-Batak. Tropenmuseum, Amsterdam, vor 1936.

Die traditionellen Zeremonien der christianisierten Toba-Batak basieren auf altindonesischen Glaubensvorstellungen und folgen den Regeln der adat (auf göttliche Ordnung zurückgeführte, die gesamte Gesellschaft und Kultur prägende Sittengesetze). Die zeremoniellen Ensembles heißen gondang sabangunan („kompletter gondang-Satz“), nach der Größe ihrer Besetzung auch gondang bolon („großes gondang“) oder nach der melodieführenden Kegeloboe gondan serune. Sie sind für die offiziellen Feste unentbehrlich und ihre Musik gilt nach den Regeln der adat als unvollständig, wenn nicht die entsprechenden Zeremonialtänze (tortor) dazu aufgeführt werden. Die traditionellen Aufführungen der Zeremonialmusik folgen der adat ni gondang, also den gesellschaftlich-kulturellen Regeln zur Durchführung von gondang sabangunan und tortor. Das Zusammenwirken von Musikern (pargonsi), Zeremonialtänzern (panortor) und Gastgebern/Veranstaltern (hasuhuton, suhut) war jahrhundertelang allein durch die Regeln der adat festgelegt.
Das gondang sabangunan besteht aus einem Set von fünf unterschiedlich gestimmten, einfelligen Röhrentrommeln taganing (auch tataganing), die annähernd senkrecht (etwas zum Musiker geneigt) in einer Reihe an einem Gestell aufgehängt sind und mit Stöcken geschlagen werden. Der taganing-Spieler ist der Leiter des Ensembles. Eine weitere Trommel ist die große Basstrommel gordang, die an der rechten Seite am selben Gestell hängt und von einem anderen Musiker geschlagen wird. Hinzu kommen eine oder zwei Kegeloboen sarune (auch sarune bolon, „große sarune“), vier ogung und bei speziellen Ensembles eine kleine zweifellige Fasstrommel odap, die anstelle einer taganing verwendet wird, wenn es um die Verehrung altindonesischer Götter geht. Eine vergleichbare Ensemblebesetzung findet sich im burmesischen hsaing waing. Neben der zeremoniellen gondang-Musik für Aufführungen im Freien gibt es das weltliche Ensemble gondang hasapi für die leisere Musik in geschlossenen Räumen, das aus einer „kleinen“ sarune (auch sarune etek), zwei bootsförmigen Lauten hasapi, einem Xylophon garantung, einem Aufschlagidionphon (Eisenplatte oder mit einem Nagel geschlagene Bierflasche hesek-hesek) und einer Querflöte sulim, also aus weniger laut klingenden Instrumenten besteht.
Die Gruppe der ogung besteht aus vier unterschiedlich großen Buckelgongs, die klar unterscheidbare Tonhöhen haben, aber nicht exakt gestimmt sind. Nach aufsteigender Tonhöhe heißen die Gongs ogung oloan („jemand, dem man gehorchen muss“, von olo, „befolgen“, Durchmesser 41 Zentimeter), ogung doal (auch doal na godang, „Eltern-doal“, Durchmesser 36 Zentimeter), ogung ihutan (von ihut, „folgen“, „auf etwas folgen“, Durchmesser 38 Zentimeter) oder pangalusi („Antworter“) und ogung panggora („der Rufer“, von manggora, „rufen“, Durchmesser 35 Zentimeter), wobei der Durchmesser der Gongs nicht eindeutig mit einer Tonhöhe korreliert. Der Durchmesser des am tiefsten klingenden ogung oloan kann kleiner als beim höheren ogung ihutan sein. Zur Feinabstimmung wird eine schwarze, harzähnliche Masse (puli), die in bestimmten Vogelnestern vorkommt, in die zentrale Ausbuchtung geschmiert. Oloan und ihutan hängen senkrecht an einem eigenen Gestell und werden offen (mit langem Nachklang) angeschlagen, doal und panggora werden nach dem Anschlagen gedämpft. Der doal hängt entweder ebenfalls an einem Gestell oder senkrecht am Knie des Musikers. Der panggora liegt waagrecht auf den Oberschenkeln des Musikers oder er hängt an einem Gestell. In letzterem Fall zieht ihn der Musiker beim Spielen in eine waagrechte Position zu sich her. Zum Dämpfen drückt er den hängenden doal gegen seine Brust, während er den panggora mit der freien Hand am Rand anfasst. Die vier ogung werden üblicherweise von drei männlichen Musikern gespielt, seltener von zwei oder vier. Für alle Gongs werden Schlägel mit einem weichen Gummikopf verwendet.
Im Zusammenklang produzieren die Gongs ein sich während des gesamten Stücks wiederholendes, verzahntes (englisch interlocking) rhythmisches Muster, mit dem die Melodieinstrumente sarune und taganing im Hintergrund unterstützt werden. Diese Gong-Begleitung ist für alle Stücke gleich und unterscheidet sich nur in den Tempi. Der oluan produziert einen tiefen Grundschlag, der vom ihutan mit zwei lang klingenden Schlägen verdoppelt wird. Die beiden kurzen Schläge des panggora fallen mit denen des ihutan zusammen, während die doppelt so schnellen Schläge des doal auf den Pausen dazwischen und zwischen den Taktschlägen der Aufschlagplatte (oder Bierflasche) hesek-hesek liegen.
Bei fast jedem Stück beginnt der taganing-Spieler ein rhythmisch-melodisches Muster und wechselt dann zu einer gleichmäßigen Schlagfolge. Den ersten Schlag versetzt er der „kleinen“ Trommel anak ni taganing am linken Ende. Nach dem so vorgegebenen Tempo richtet sich die nun einsetzende ogung-Gruppe. Ist die Einleitung abgeschlossen, folgt das spezifische Stück, bei dem entweder eine durchgängige Melodiefolge aus einer Reihe von symmetrischen Untereinheiten besteht oder je nach Situation in ihrer Länge wechselnde enge Tonintervalle aufeinander folgen. Die Tonhöhen der Gongs und Trommeln stehen in einem gewollten Verhältnis zueinander, ergeben zusammen aber nur eine angenäherte Stimmung, denn auch die Trommeln lassen sich nicht exakt stimmen und verändern während des Spiels ihre Membranspannung. Das Intervall zwischen den offen geschlagenen Gongs oloan und ihutan beträgt meist eine kleine oder große Terz, gelegentlich auch eine Sekunde. Bei einer Aufnahme Ende der 1970er Jahre kamen Gongs mit folgenden Tonhöhen zum Einsatz: oloan d, ihutan fis-, doal fis- und panggora gis. Bei anderen Aufnahmen waren die Gongs geringfügig abweichend gestimmt.
Die Trommeln haben eine melodische, aber keine rhythmische Funktion. Für die Zeremonialtänze ist vor allem das von den beiden gedämpften Gongs doal und panggora produzierte rhythmische Muster von emotionaler Bedeutung. Im Wort manggora („rufen“) ist der Zusammenhang enthalten „die Menschen oder Ahnengeister zum Fest herbeirufen oder den tondi (‚Lebensseele’, ‚belebende Kraft eines Individuums’) zum Kranken zurückrufen“. Diese Magie der Musik wird in der Erklärung des Namens panggora ausgedrückt: „derjenige, der ruft oder derjenige, der die Leute erschreckt.“ Darin ist die Vorstellung enthalten, die Musik trage dazu bei, jemanden in Trance zu versetzen oder eine Geistbesessenheit herbeizuführen.
Ein zeremonielles gondang-Musikstück ist gondang somba-somba, mit dem ein Tanz begleitet wird, der zu jedem großen adat-Fest gehört. Somba bedeutet „Anbetung“, „Ehrerbietung“. Die Verehrungsgeste kann an einen Gott gerichtet sein (gondang somba-somba tu Amanta Debata, „gondang zur Verehrung des Göttlichen“, früher der altindonesische höchste Gott der Batak, Mula Jadi Na Bolon), an den Führer (Raja) der Gemeinschaft oder an die anwesenden Gäste. Die tanzenden Frauen und Männer stellen sich in einer festen Ordnung in einem Kreis auf und bewegen langsam ihre Arme und Hände, ohne ihre Position zu verändern. Die aufeinanderfolgenden Phrasen des Stücks sind nach dem Prinzip der musikalischen Steigerung angelegt und streben eine emotionale Wirkung an, weshalb Artur Simon vermutet, dass gondang somba-somba früher die Tänzer in einen Trancezustand versetzen sollte.
Ein gondang sabangunan spielt fast immer im Freien. Eine der wenigen Gelegenheiten, bei denen das zeremonielle gondang in einem Haus auftreten darf, ist bei einer der Zeremonien eines Totenfestes. Wenn ein Mann oder eine Frau der Batak in hohem Alter stirbt und viele Nachkommen hinterlässt, wird ein möglichst großes Totenfest und später ein Umbettungsfest veranstaltet. Der solcherart geehrte Verstorbene wird sieben Tage in einem aus einem Baumstamm (eines Jackfruchtbaums) geschnitzten Sarg in seinem Haus aufgebahrt. Bevor der Sarg am letzten Tag aus dem Haus getragen wird, findet die Zeremonie des Sargschließens statt, während der ein gondang spielt. Danach wird der Sarg vor dem Haus auf einer Plattform abgestellt, die Enkel umtanzen den Sarg und das Ensemble spielt von der Empore (bonggar-bonggar) des Hauses. Nach den bis dahin erklungenen traurigen Stücken (gondang ondas) folgt ein als fröhlich aufgefasstes Stück gondang saur matua. Der Verstorbene ist saur matua („alt werden“), wenn alle seine Kinder bereits verheiratet sind. Er wird mit dem Stück, das die bisher gezeigte Trauer verdrängen soll, wegen seiner vielen Nachkommen geehrt. Die Platzierung des Ensembles auf der Empore über den Gästen regte zu der Spekulation an, dass die Musiker symbolisch der Welt der Götter zugeordnet werden. Im Weltbild der Bataker ist das Pfahlhaus die mikrokosmische Entsprechung der dreigeteilten kosmogonischen Ordnung (Götterwelt, banua ginjang = Dachbereich; Menschenwelt, banua tonga = Wohnraum; Unterwelt, banua toru = als Viehstall genutzter Raum zwischen den Pfosten). Das Ensemble spielt jedoch in dieser Phase der Zeremonie nicht überall von der Empore. Vor der Mitte des 20. Jahrhunderts konnte offenbar gondang-Musik auch für einen Verstorbenen aufgeführt werden, der verheiratet war, aber keine Enkel hinterlassen hatte. In diesem Fall hieß die Musikdarbietung gondang ni na punu (Zeremonie für die Kinderlosen).
Das gondang sabangunan diente als offizielles Ensemble bei der Durchführung der Zeremonien entsprechend der adat in vorchristlicher Zeit zur Kommunikation mit den Geistern und Ahnen. Dem Spiel der vier ogung wurde eine Wirkung (parsahataan) zugedacht. Ihre Musik sollte etwa für die Erfüllung eines Orakelspruchs oder eine erfolgreiche Opferzeremonie sorgen. Während der Christianisierung der Toba in der zweiten Hälfte des 19. Jahrhunderts galt ein solcherart verwendetes gondang sabangunan in den Augen der Missionare als gefährlich, weshalb die protestantischen Geistlichen zusammen mit der niederländischen Kolonialverwaltung 1897 ein vollständiges Verbot der Zeremonien zur Ahnenverehrung durchsetzten. In den 1920er Jahren wurde dieses Verbot gelockert und gondang-Aufführungen durften unter der Bedingung wieder stattfinden, dass sie keine Elemente der altindonesischen Glaubensvorstellungen, die vom christlichen Blickwinkel als hasipelebeguan („Geisterglauben“) gelten, mehr enthielten. Gondang gilt heute als ein Teil der traditionellen Kultur, aber nicht der alten Religion der Batak und wird außer bei auf der adat basierenden Zeremonien auch im Zusammenhang mit christlichen Festen aufgeführt. In protestantischen Gottesdiensten darf gondang-Musik nicht vorkommen, wohl aber in der Liturgie der katholischen Kirche. In ihrem Verhältnis zur adat unterscheiden sich die beiden christlichen Konfessionen beträchtlich. Neue Liedkompositionen seit den 1980er Jahren basieren auf der gondang-Musik und mit der Integration des gondang sabangunan in den katholischen Gottesdienst wurden altindonesische Rituale für den christlichen Glauben uminterpretiert. Die Batak folgen mit der Übernahme traditioneller Kulturelemente einem weltweiten Trend lokaler katholischer Gemeinden nach dem Zweiten Vatikanischen Konzil (1962–1965). Die vier Gongs wurden in die Kirchenmusik integriert, obwohl sich die ungenauen Tonhöhen und rhythmischen Strukturen nicht für den hymnischen Gesang eignen. Sie fungieren heute als rhythmischer Hintergrund für christliche Lieder und darüber hinaus für popmusikalische Lieder der Toba-Batak.

### Pakpak
Das vollständige zeremonielle Ensemble der Pakpak, genderang, besteht aus neun einfelligen Zylindertrommeln, die üblicherweise von fünf Spielern bedient werden, und dem ogung genannten Set aus den vier Gongs pongpong, poi, takudep und panggora (auch jurjur). Die neun unterschiedlich großen Trommeln (des siraja gemuruhguh-Ensembles) werden nach ihrer Funktion inangna, serbobna, tigana, menduai, menabil, menondati, tiltilana, onggil-onggil und menehtehi genannt. Ein reduzierter Satz von fünf Trommeln, genderang lima (auch siraja kumarincing), wird bei Beerdigungen, Hochzeiten und anderen besonderen Anlässen gespielt. Panggora und takudep sind gedämpft gespielte Buckelgongs, poi ist ein offen geschlagener Buckelgong und pongpong ist eine eiserne Aufschlagplatte. Bei Bedarf kommen ein aus vier bis sechs Flachgongs oder gegeneinander geschlagenen Metallplatten bestehendes Gongspiel gerantung und eine Kegeloboe sarunei hinzu. Gerantung ist auch der Name eines Ensembles mit den genannten Flachgongs und mit drei ogung. Das gerantung-Ensemble dient der Unterhaltung und Tanzbegleitung.
Traditionelle Unterhaltungsmusik, die von einzelnen Amateuren zum Zeitvertreib gespielt wurde, etwa mit einer kleinen Bambusschlitztrommel auf den Reisfeldern, der Maultrommel genggong junger Frauen oder dem Xylophon kalondang mit senkrecht aufgehängten Klangstäben, ist heute weitgehend durch ubiquitäre, seichte Popmusik ersetzt. In einem Ensemble mit kalondang spielten früher wahlweise eine Kegeloboe sarunei, die Flachgongs gerantung, das ogung-Gongset und zwei kleine Handbecken. Ein solches Ensemble begleitete Tänze unverheirateter Jugendlicher bei einem pesta baik („gutes Fest“) und pesta muda-mudsi („Jugendfest“). Die musikalische Tradition geht auf die Kulte der altindonesischen Batak-Religion zurück.

### Mandailing

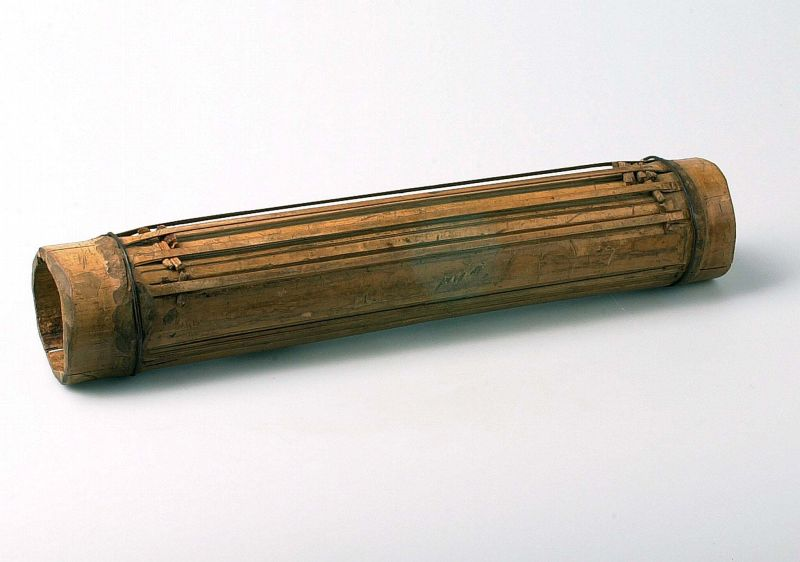
Bambusröhrenzither ogung-ogung bulu der Batak mit vier idiochorden Saiten. Tropenmuseum, Amsterdam, vor 1936.

Das Ensemble gordang der muslimischen Mandailing kommt in drei Besetzungen vor: als gordang sembilan mit neun Trommeln, als gordang lima mit fünf Trommeln und als gondang boru („Mutter gondang“) oder gondang sidua-dua (auch gondang dua) für weniger bedeutende Anlässe mit einem Paar kleiner zweifelliger Fasstrommeln. Das Ensemble mit neun Trommeln setzt sich aus zwei jangat („Kuhhaut“, größte Trommeln), zwei kudong-kudong („Anfänger“, beginnende Trommel), zwei pandua-duai (auch panulis, padua, „die zweite“, die beginnt), zwei patolu (auch pangayak, „die dritte“, die beginnt oder „diejenige, die folgt“) und einer enek-enek („Kind“, die kleinste und zuletzt einsetzende Trommel) zusammen. In einem Ensemble mit fünf Trommeln wird aus jeder Gruppe nur eine Trommel verwendet. Die hierzu gehörende ogung-Gonggruppe besteht aus zwei hängenden Buckelgongs. Der größere heißt ogung induk, auch ogung dadaboru oder ogung boru-boru und gilt als „weiblicher Gong“. Der etwas kleinere Buckelgong ist der ogung jantan („männlicher Gong“) oder ogung pangiring („begleitender Gong“). Das vorislamische zeremonielle Ensemble mit zwei Trommeln besteht gemäß Muhammad Takari (2016) aus den Trommeln gondang inang und gondang pangayakon, zwei ogung, einer Flöte suling, einem Gong doal, einem Beckenpaar tali sasayat und sieben Buckelgongs salempong.
Die beiden meist paarweise gespielten Gongs der Mandailing haben einen tieferen Rand als diejenigen der Toba und Pakpak. Sie hängen üblicherweise in einem Holzgestell oder gelegentlich am Deckenbalken eines traditionellen Stelzenhauses und werden wie bei den anderen Ensembles zur rhythmischen Begleitung der als Melodieinstrumente eingesetzten Trommeln gespielt. Weitere Melodieinstrumente, die einen anhaltenden Ton produzieren, sind die Kegeloboe serunei, das Einfachrohrblattinstrument serunei ajang (auch sahelot) oder die Schnabelflöte singkadut.
Kleinere Ensembles treten mit Bambusröhrenzithern gondang buluh („Bambus-gondang“) auf. Die gondang buluh besitzt drei aus der Oberschicht der Bambusröhre herausgeschnittene (idiochorde) Saiten, die durch untergeschobene kleine Holzstege abgehoben sind und mit zwei Stöckchen angeschlagen werden. Die tiefste Saite heißt boru-boru („weiblich“, „Mutter“) und ersetzt den großen Gong ogung boru. Die mittlere Saite mongmongan ersetzt einen kleinen, gleichnamigen Gong. Am höchsten klingt die nach dem ogung jantan benannte Saite jantan („männlich“). Bei den Toba gibt es ähnliche Instrumente namens nengnong. Der Ersatz von Gongs durch einfache Bambusröhrenzithern erinnert an die nördlichen Philippinen, wo sich die Musik der zur privaten Unterhaltung gespielten kolitong an einem nur zeremoniell eingesetzten Ensemble mit den Flachgongs gangsa orientiert.

## Diskografie
- Instrumentalmusik der Toba- und Karo-Batak. Nordsumatra/Indonesien. Museum Collection Berlin 24/25. Doppel-CD. Staatliche Museen zu Berlin – Preußischer Kulturbesitz, 1999. Artur Simon: Herausgeber und Text Beiheft
- Music of Nias & North Sumatra. Hoho, Gendang Karo, Gondang Toba. (Music of Indonesia, 4) Smithsonian/Folkways SF40420. 1992. Philip Yampolsky: Herausgeber und Text Beiheft